# Prêmio John von Neumann
O Prêmio John von Neumann (em inglês:  John von Neumann Award), denominado em memória de John von Neumann, é concedido anualmente pelo Rajk László College for Advanced Studies de Budapeste, Hungria. Foi estabelecido em 1994.
Este prêmio difere-se de outras condecorações científicas por ser atribuído por estudantes.

## Recipientes
| Ano  | Recipiente          | Instituição                              | Nacionalidade          |
| ---- | ------------------- | ---------------------------------------- | ---------------------- |
| 1995 | John Harsanyi       | Universidade da Califórnia em Berkeley   | Estados Unidos         |
| 1996 | Hal Varian          | Universidade de Michigan                 | Estados Unidos         |
| 1997 | János Kornai        | Universidade Harvard; Collegium Budapest | Hungria                |
| 1998 | Jean Tirole         | Toulouse School of Economics             | França                 |
| 1999 | Oliver Williamson   | Universidade da Califórnia em Berkeley   | Estados Unidos         |
| 2001 | Avinash Dixit       | Universidade de Princeton                | Índia; Estados Unidos  |
| 2002 | Jon Elster          | Universidade Columbia                    | Noruega                |
| 2003 | Maurice Obstfeld    | Universidade da Califórnia em Berkeley   | Estados Unidos         |
| 2004 | Gary Stanley Becker | Universidade de Chicago                  | Estados Unidos         |
| 2005 | Glenn Loury         | Universidade Brown                       | Estados Unidos         |
| 2006 | Matthew Rabin       | Universidade da Califórnia em Berkeley   | Estados Unidos         |
| 2007 | Daron Acemoğlu      | Instituto de Tecnologia de Massachusetts | Turkey                 |
| 2008 | Kevin Miles Murphy  | Universidade de Chicago                  | Estados Unidos         |
| 2009 | Philippe Aghion     | Universidade Harvard                     | França                 |
| 2010 | Tim Besley          | London School of Economics               | Reino Unido            |
| 2011 | Joshua Angrist      | Instituto de Tecnologia de Massachusetts | Estados Unidos         |
| 2012 | Olivier Blanchard   | Instituto de Tecnologia de Massachusetts | França                 |
| 2013 | Esther Duflo        | Instituto de Tecnologia de Massachusetts | França; Estados Unidos |
| 2013 | Kenneth Arrow       | Universidade Stanford                    | Estados Unidos         |
| 2014 | Emmanuel Saez       | Universidade da Califórnia em Berkeley   | França; Estados Unidos |
| 2015 | Matthew O. Jackson  | Universidade Stanford                    | Estados Unidos         |